# وینتبیو
وینتبیو (به ایتالیایی: Vintebbio) یک منطقهٔ مسکونی در ایتالیا است که در سراواله سسیا واقع شده‌است. وینتبیو ۳۹۰ نفر جمعیت دارد و ۲۹۷ متر بالاتر از سطح دریا واقع شده‌است.